# Рафаэллино дель Колле
Рафаэллино дель Колле или Рафаэллино дель Борго-Сансеполькро (итал. Raffaellino del Colle; 1490, Борго Сансеполькро — 1540) — итальянский живописец периода Высокого Возрождения и начала маньеризма, ученик Рафаэля Санти и Джулио Романо.

## Биография
Художник родился в районе Колле селения Борго Сансеполькро, провинция Ареццо, Тоскана. Рафаэллино был учеником Рафаэля Санти, которому, предположительно, он помогал в выполнении фресок Вилла Фарнезина (1508—1520) и станц Ватиканского дворца. После смерти Рафаэля Рафаэллино продолжил работу в Ватикане, помогая завершить Зал Константина под руководством Джулио Романо (в частности, по композиции Романо «Получение папой в дар города Рима»). Рафаэллино писал также по рисункам Романо сцены из истории Моисея на одном из сводов Лоджий Рафаэля в Ватикане.
После разграбления Рима в 1527 году (итал. Sacco di Roma) Рафаэллино и другие художники разбрелись по Италии, большинство из которых вернулись в свои родные города. Рафаэллино отправился в Читта-ди-Кастелло, недалеко от места своего рождения, где писал алтарные образы для сельских церквей. Ныне многие из них хранятся в Муниципальной художественной галерее этого города. Он также работал в Борго Сансеполькро, помогал Джулио Романо в строительстве и оформлении Палаццо дель Те.
С 1539 по 1543 год Рафаэллино находился на службе герцога делла Ровере в Урбино. Он также работал с Джироламо Дженга, украшая «Камеру полубюстов», «Кабинет Геракла» и другие интерьеры на Вилле Империале в Пезаро для Франческо Марии I делла Ровере. В Перудже он работал в Рокка Паолина (1540). В 1536 году Джорджо Вазари заказал Рафаэллино несколько уличных украшений для оформления торжественного въезда императора Карла V во Флоренцию.
Кроме того, художник выполнил немало самостоятельных картин, из которых лучшая, «Воскресение Христово», находится в соборе Сансеполькро. Наконец, он известен как автор множества рисунков для росписи изделий из майолики урбинской мануфактуры, процветавшей при герцоге Гвидобальдо II делла Ровере (1538—1574), и как основатель в городе Сансеполькро художественной школы, из которой вышло несколько искусных живописцев.
Кроме Рафаэллино даль Колле в истории искусства известны и другие художники под этой фамилией: Рафаэллино да Реджо (ок. 1550 — ок. 1578) — живописец итальянского маньеризма, Рафаэллино дель Гарбо (ок. 1470 — ок. 1524), также живописец, Раффаэлло да Монтелупо, скульптор и архитектор.

## Галерея

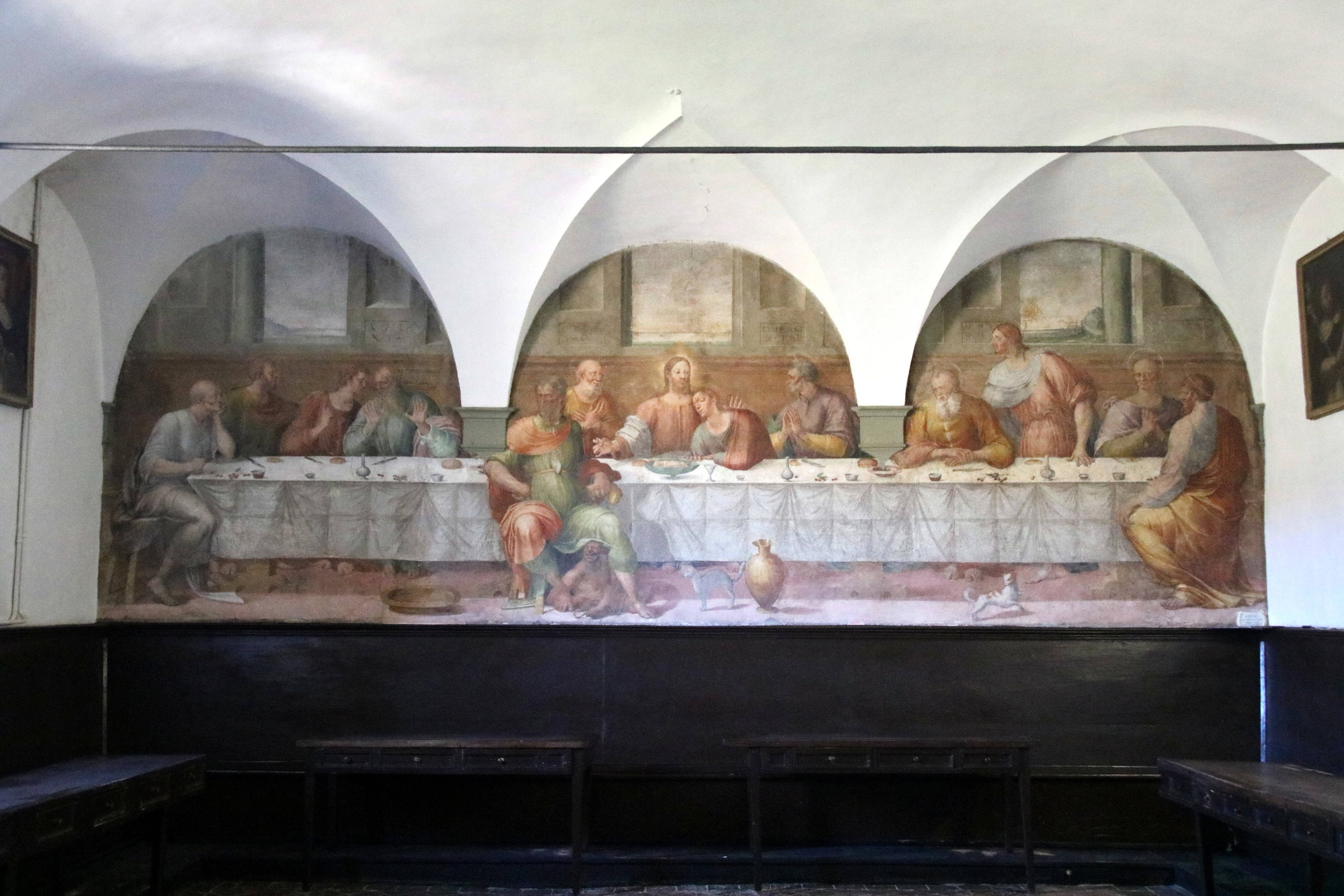
Тайная вечеря. 1535. Фреска. Сантуарий церкви Санта-Мария-дель-Сассо, Бибиена, Тоскана
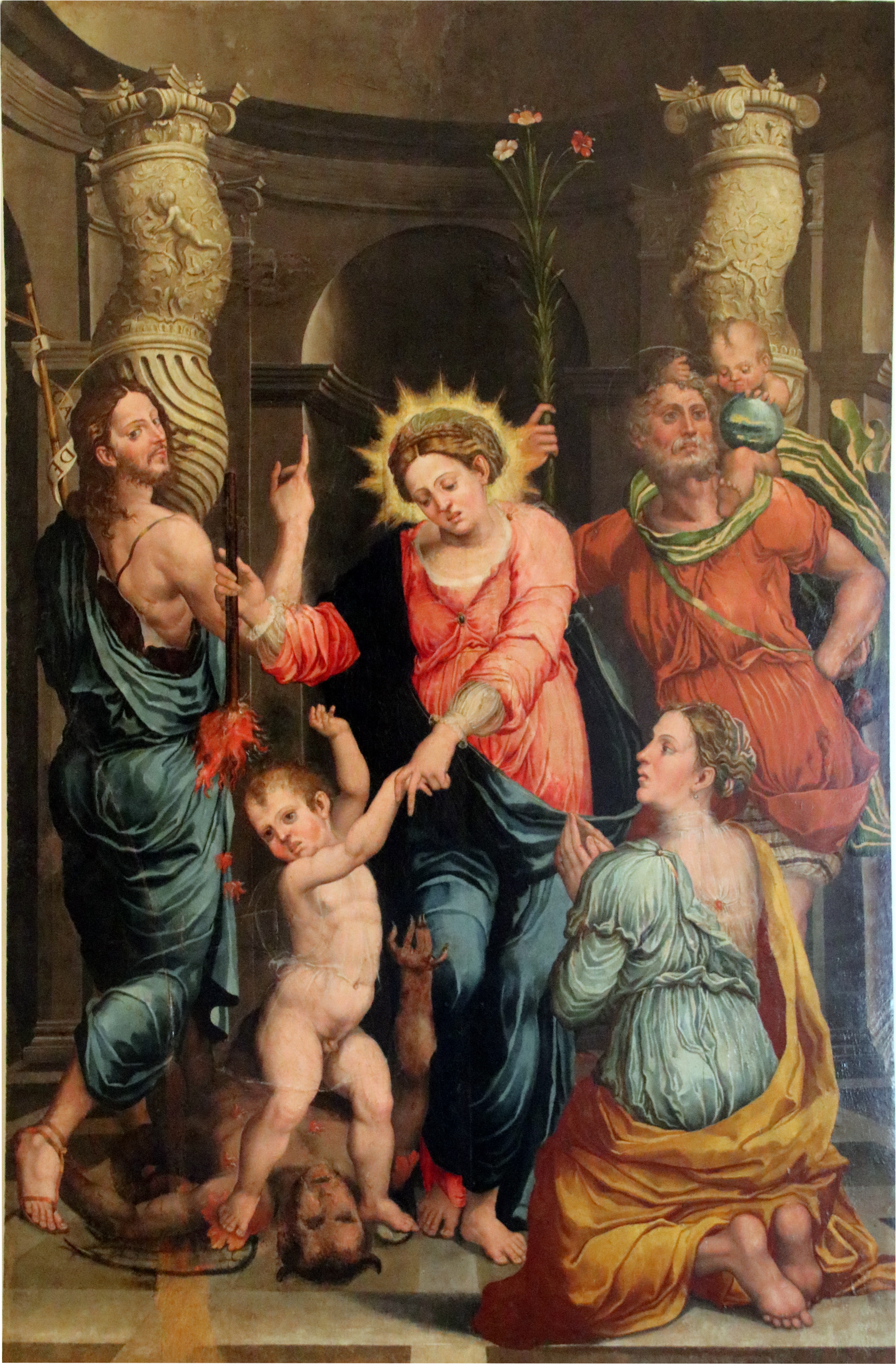
Мадонна Помощи и святые Иоанн Креститель и Христофор. Национальная галерея области Марке, Урбино
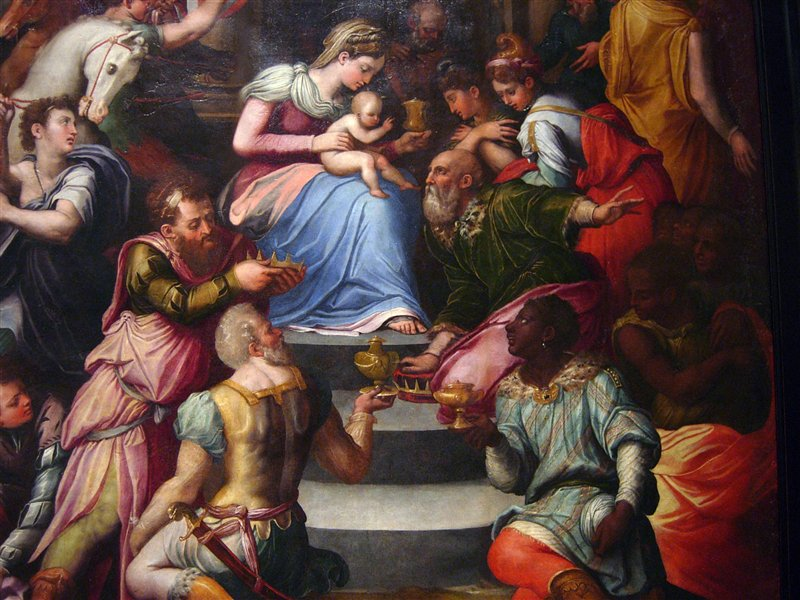
Мадонна с Младенцем. Пинакотека, Ватикан
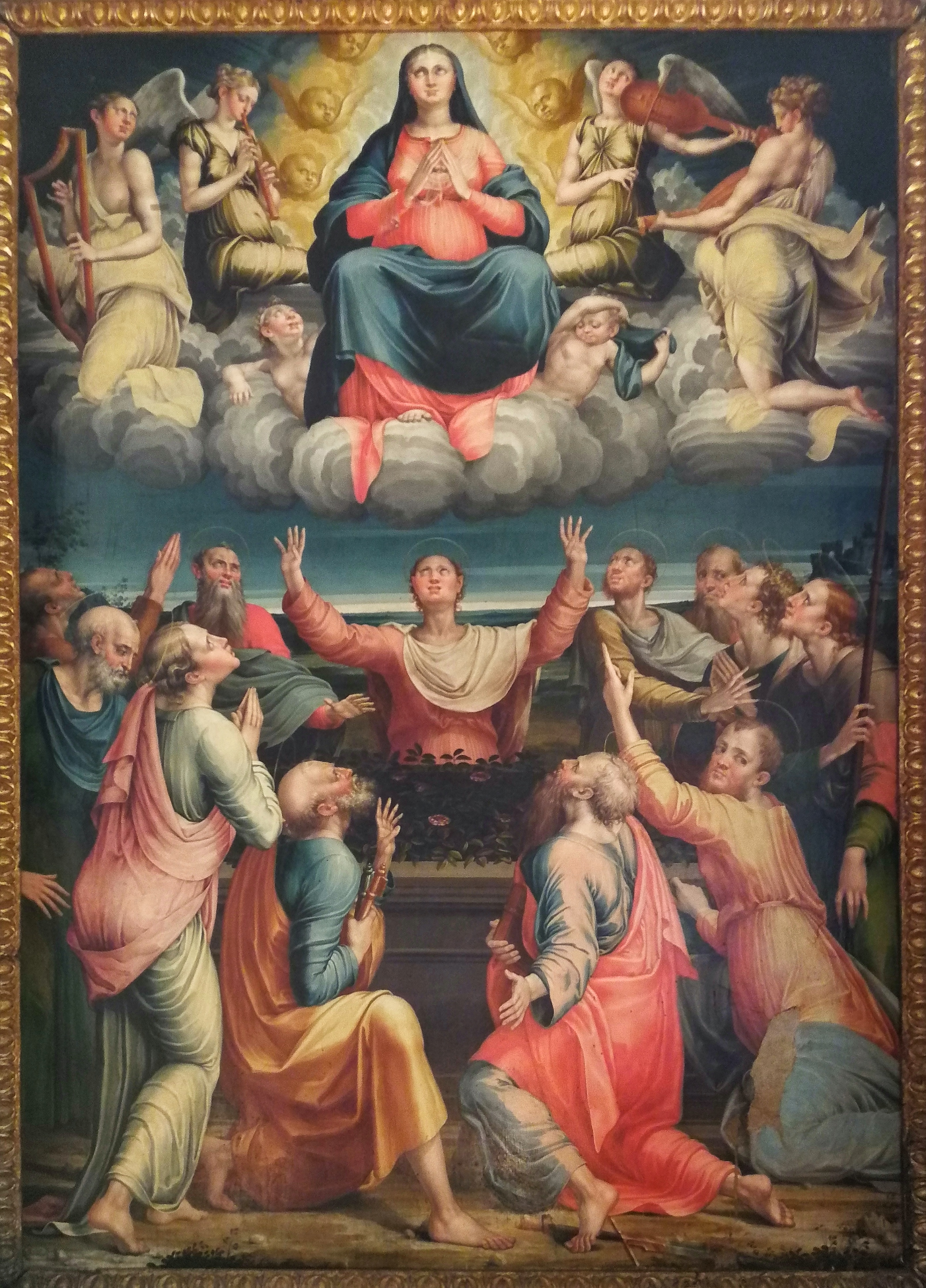
Ассунта (Вознесение Девы). Санта-Мария-ин-валь д' Абиссо, Пьоббико, Марке
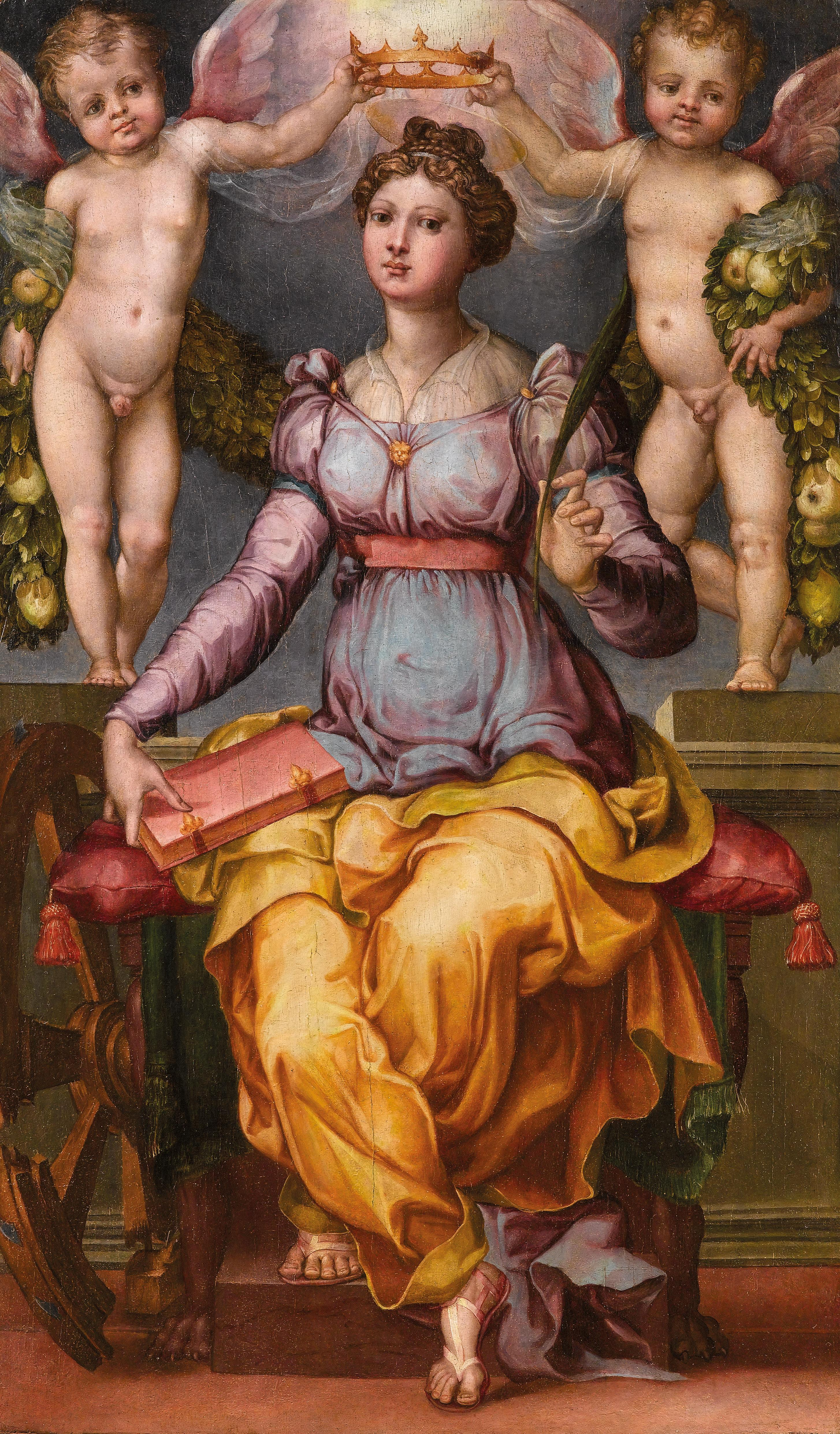
Святая Екатерина Александрийская, коронуемая ангелами.  1566. Дерево, темпера
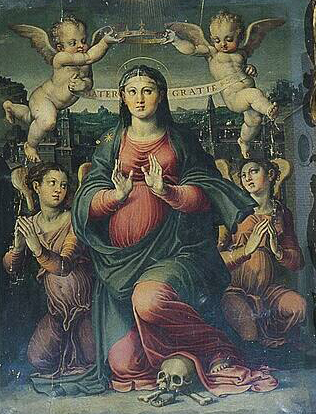
Мадонна Милостивая. Церковь Санта-Мария-делле-Грацие, Сансеполькро
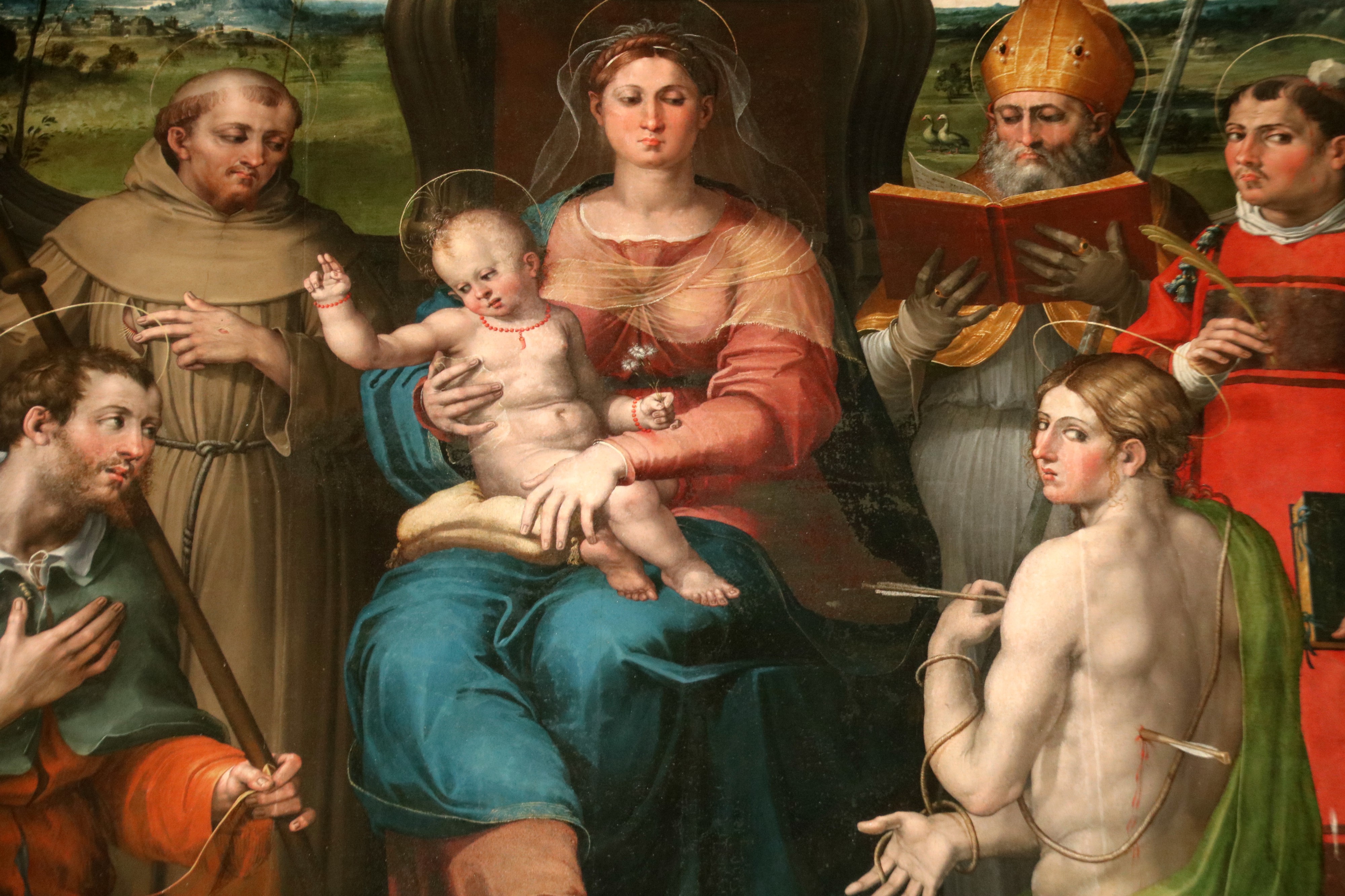
Мадонна с Младенцем и святыми. 1540. Кальи, Марке